# إكسدس (فلم)
فيلم إكسدس (بالإنجليزية: Exodus)، هو فيلم سينمائي أمريكي درامي، أنتجت سنة 1960م من قبل شركة OTTO للإنتاج السينمائي الأمريكي، وهذه الفيلم تتحدث عن صراع في الشرق الأوسط بين العرب واليهود، والفيلم صورت في دولة إسرائيل، وتتحدث الفيلم عن المراحل في الوجود البريطاني على أرض فلسطين، ومن ثم تبدأ الصراع بين العرب واليهود بعد إعلان دولة إسرائيل على أرض فلسطين سنة 1948م.

## طاقم التمثيل
- بول نيومان في دور أري بن كانان
- إيفا ماري سانت في دور كيتي فرمونت
- رالف ريتشاردسون في دور الجنرال سورثلاند
- بيتر لوفورد في دور كالدويل
- لي جاي كوب في دور باراك بن كانان
- سال مينيو في دور دوف لاندوا
- جون ديريك في دور طه
- هوق غريفيث في دور مادرينا
- جريجوري راتوف في دور لاكفيتش
- Felix Aylmer في دور الطبيب ليبرمان
- David Opatoshu في دور أكيفا بن كانان
- جيل هاوورث في دور كالين هانسن كليمنت
- ماريوس جورنج في دور فون ستورش
- الكسندرا ستيوارت في دور جوردانا بن كانان
- Michael Wager في دور ديفيد
- مارتن بنسن
- باول ستيفنز (ممثل) في دور ريوبن
- Victor Maddern في دور الجندي
- George Maharis في دور يواف

## الجوائز
حاز إيرسنت جولد أحد فريق العمل في فيلم إكسدس بجائزة أوسكار، وكما حصل على أفضل عمل موسيقي في الفيلم.

## الميزانية والإيرادات
بلغت تكلفة إنتاج الفيلم حوالي 4.5 مليون دولار بينما حقق أرباحا تقدر بـ 8700000 دولار.

## وصلات خارجية
- مقالات تستعمل روابط فنية بلا صلة مع ويكي بيانات
- فيلم إكسدس على الموقع الرسمي لقناة الكلاسيكية الأمريكية TCM